# Carter Lake (Iowa)
Pour les articles homonymes, voir Carter Lake.

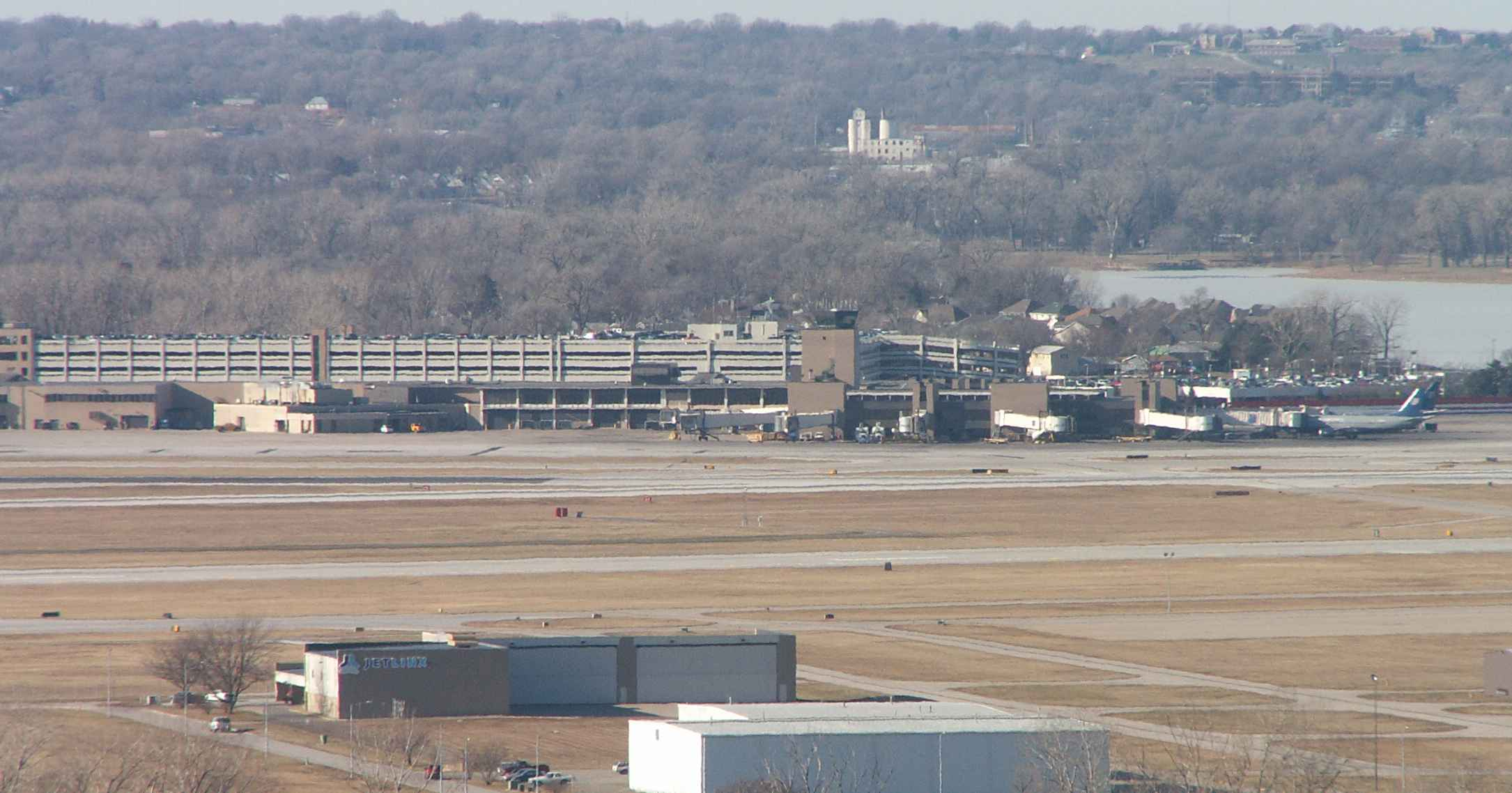
Cater Lake, avec l'aérodrome d' Eppley au premier plan

Carter Lake est une ville de l'ouest de l'état américain de l'Iowa, située dans le comté de Pottawattamie. Sa population était de 3 785 habitants en 2010.
La ville présente la particularité d'être à l'ouest de la rivière Missouri, à la suite d'un changement dans le cours de celle-ci lors des inondations de mars 1877. Mais le cours d'eau marquait la frontière entre l'Iowa et le Nebraska, la ville est donc devenu une enclave de l'Iowa dans l'état du Nebraska. L'ancien bras-mort de la rivière est devenu un lac, qui a donné son nom à la ville.